# Liste der Naturdenkmale in Altshausen
| Naturdenkmale | Anzahl |
| ------------- | ------ |
| FND           | 4      |
| END           | 7      |
| Gesamt        | 11     |

Die Liste der Naturdenkmale in Altshausen nennt die verordneten Naturdenkmale (ND) der im baden-württembergischen Landkreis Ravensburg liegenden Gemeinde Altshausen. In Altshausen gibt es insgesamt 11 als Naturdenkmal geschützte Objekte, davon 4 flächenhafte Naturdenkmale (FND) und 7 Einzelgebilde-Naturdenkmale (END).
Stand: 31. Oktober 2016.

## Flächenhafte Naturdenkmale (FND)
| Name                                        | Bild | Kennung     | Einzelheiten | Position | Fläche Hektar | Datum         |
| ------------------------------------------- | ---- | ----------- | ------------ | -------- | ------------- | ------------- |
| Allee am Südende von Altshausen             | BW   | 84360053922 | Altshausen   | ⊙        | 0,0           | 25. Sep. 1940 |
| Erlenbruch Bernhardsreute                   | BW   | 84360050811 | Altshausen   | ⊙        | 1,4           | 1. Feb. 1990  |
| Tümpel Bernhardsreute                       | BW   | 84360050810 | Altshausen   | ⊙        | 0,2           | 1. Feb. 1990  |
| 4 Stieleichen, davon wurde ein 1988 gefällt | BW   | 84360053913 | Altshausen   | ⊙        | 0,0           | 25. Sep. 1940 |
| Legende für Naturdenkmal                    |      |             |              |          |               |               |